# Salignac (Żyronda)
Salignac – miejscowość i dawna gmina we Francji, w regionie Nowa Akwitania, w departamencie Żyronda. W 2013 roku jej populacja wynosiła 1687 mieszkańców. 
W dniu 1 stycznia 2016 roku z połączenia trzech ówczesnych gmin – Aubie-et-Espessas, Saint-Antoine oraz Salignac – utworzono nową gminę Val de Virvée. Siedzibą gminy została miejscowość Aubie-et-Espessas. 